# Mohamed Farah
Pour les articles homonymes, voir Farah.
Sir Mohamed Farah, très souvent surnommé Mo Farah (né Hussein Abdi Kahin le 23 mars 1983 à Mogadiscio, en Somalie), est un athlète britannique d'origine somalienne, spécialiste des courses de fond et de demi-fond.
Il compte à son palmarès quatre titres olympiques en réalisant le doublé 5 000 mètres / 10 000 mètres lors des Jeux de 2012 à Londres et de 2016 à Rio, six titres de champion du monde (trois sur 5 000 m en 2011, 2013 et 2015, et, trois sur 10 000 m en 2013, 2015 et 2017), cinq titres de champion d'Europe (trois sur 5 000 m en 2010, 2012 et 2014, et deux sur 10 000 m en 2010 et 2014), et deux titres de champion d'Europe en salle (sur 3 000 m en 2009 et 2011).
Il est l'actuel détenteur des records d'Europe du 10 000 m, ainsi que du record du monde en salle du 2 miles et de la course de l'heure.

## Biographie

### Enfance
Mo Farah est né dans la région somalienne du Somaliland, sous le nom de Hussein Abdi Kahin. Alors qu'il n'a que 4 ans, son père est tué durant la guerre civile et pour sa sécurité, sa mère l'envoya vivre à Djibouti, chez un oncle, avec son frère jumeau Hassan.
Alors qu'il n'a que 9 ans, il fait l'objet d'un trafic. Une femme qui leur rendait visite souvent mais qu'il ne connaissait pas lui dit qu'il partirait rejoindre de la famille à Londres et qu'il s'appellerait désormais Mohammed, assumant l'identité d'un autre enfant. C'est illégalement qu'il entre au Royaume-Uni. La femme détruit les documents concernant les connaissances qu’il devait rejoindre et le confie à un couple dont il sera le domestique, et qui le prive de contact avec sa famille, restée au Somaliland. Contrairement à ce qu’il a pu dire avant juillet 2022 et le documentaire « The Real Mo Farah » de la BBC où il révèle enfin son histoire, ses parents n’ont jamais habité en Angleterre.
Les premières années, il ne se rend pas à l’école, mais vers 12 ans, il entre en 7e au Feltham Community College. Il ne parle que très peu anglais. « Le seul langage qu’il semblait parler était celui de l’éducation physique et du sport », explique son professeur de sport, Alan Watkinson.  C'est lui qui le sauvera, l’enverra dans une famille somalienne et l'aidera à finalement obtenir la nationalité britannique sous son nom d'usage « Mohammed Farah » le 25 juillet 2000, à l’âge de 17 ans.

### Carrière junior
Originellement basé à Londres et courant pour le club d'athlétisme Newham and Essex Beagles, Farah gagne son premier titre majeur aux Championnats d'Europe junior en 2001.

### 2005–2008
Il se distingue au plus haut niveau international durant la saison 2006 en remportant la course individuelle du Championnat d'Europe de cross-country en 27 min 56.
Aux Championnats d'Europe sur piste de Göteborg, Mo Farah se classe deuxième de la finale du 5 000 mètres, à neuf centièmes de secondes seulement de l'Espagnol Jesús España. Sixième des mondiaux d'Osaka 2007, il est devancé par l'Ukrainien Serhiy Lebid lors du championnat d'Europe de cross 2008 se déroulant à Bruxelles.
Lors des jeux olympiques d'été de 2008 à Pékin, il échoue à se qualifier pour la finale du 5 000 mètres.

### 2009–2010: records britanniques et champion d'Europe

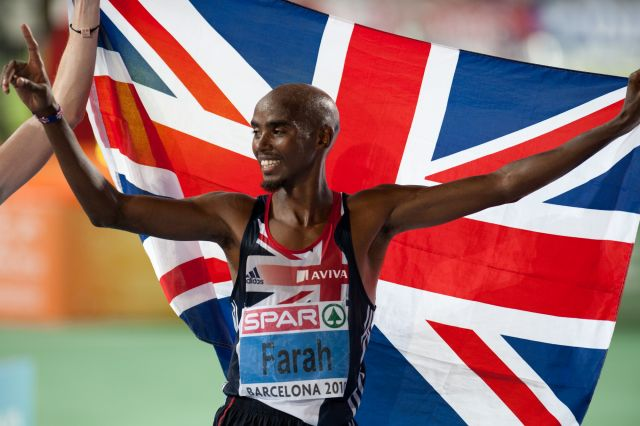
Mo Farah après sa victoire aux championnats d'Europe de Barcelone sur 10 000 mètres.

Le 7 mars 2009, Mohamed Farah remporte la médaille d'or du 3 000 m durant les Championnats d'Europe en salle de Turin, devançant Bouabdellah Tahri et Jesús España. Finaliste (7e) des Championnats du monde de Berlin, en août 2009, il se classe deuxième du championnat d'Europe de cross disputé en fin de saison à Dublin, derrière l'Espagnol Alemayehu Bezabeh.
Mohamed Farah a été champion britannique en salle en 2003, 2005 et 2007 (sur 3 000 m) et champion britannique sur 5 000 m en 2007.
Le 27 juillet 2010 à Barcelone, Mo Farah devient champion d'Europe du 10 000 mètres dans un temps de 28 minutes et 24 secondes 99 centièmes., devant son compatriote Chris Thompson. Quatre jours plus tard, le Britannique s'impose en finale du 5 000 mètres en 13 min 31 s 18 devant le tenant du titre espagnol Jesús España, devenant le cinquième athlète à réaliser le doublé sur les longues distances aux championnats d'Europe et le premier Britannique.

### 2011: record d'Europe et titre mondial

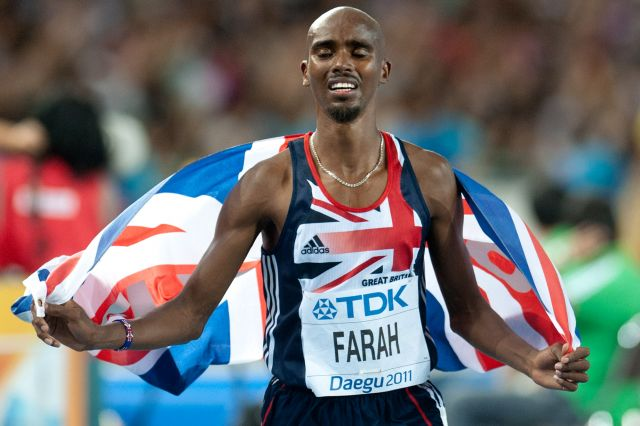
Mo Farah après son titre sur 5 000 m aux Mondiaux 2011 de Daegu.

Le 19 février 2011, lors du meeting Aviva Indoor Grand Prix de Birmingham, le Britannique établit un nouveau record d'Europe en salle du 5 000 m en parcourant la distance en 13 min 10 s 60. Il améliore de près d'une demi-seconde l'ancienne marque continentale détenue depuis 2010 par le Français Bouabdellah Tahri. Deux semaines plus tard, il conserve son titre continental en salle du 3 000 m à l'occasion des Championnats d'Europe en salle de Paris-Bercy, devançant de justesse l'Azéri Hayle Ibrahimov.
En février 2011, il quitte son entraîneur historique Alan Storey et rejoint l'entraîneur Alberto Salazar au sein du Nike Oregon Project. Il s'entraîne alors avec l'Américain Galen Rupp.
Il participe le 3 juin 2011 au Prefontaine Classic d'Eugene et lors du 10 000 mètres, bat le record d'Europe de la spécialité en 26 min 46 s 57 tout en remportant la course devant Imane Merga alors que dans la même soirée, Moses Mosop battait les record du monde du 25 et 30 000 mètres.
Il devient champion du monde du 5 000 mètres lors des championnats du monde de Daegu et obtient la médaille d'argent sur le 10 000 m derrière l’Éthiopien Ibrahim Jeilan.
Il reçoit le titre d'athlète européen de l'année 2011, devant Christophe Lemaitre et David Greene.

### 2012: champion d'Europe et double champion olympique

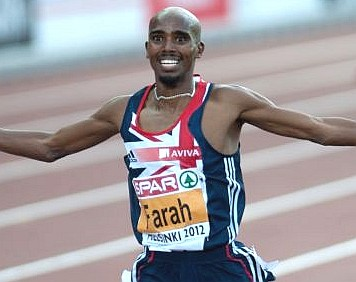
Mo Farah lors des championnats d'Europe 2012.

En juin 2012, lors des Championnats d'Europe d'Helsinki, Mo Farah conserve son titre continental en remportant l'épreuve du 5 000 m en 13 min 29 s 91, devant l’Allemand Arne Gabius et le Turc Polat Kemboi Arikan.
Le 4 août 2012, Mo Farah remporte le plus grand succès de sa carrière en s'imposant en finale du 10 000 m des Jeux olympiques de Londres, en 27 min 30 s 42, après avoir fait la différence sur ses adversaires lors du dernier tour de piste. Premier non-africain depuis l’Italien Alberto Cova en 1984 à s'imposer dans cette épreuve, il devance finalement l'Américain Galen Rupp et l’Éthiopien Tariku Bekele, et prive Kenenisa Bekele, quatrième de la course, d'un triplé olympique inédit.
Le 11 août 2012, il réalise le doublé des épreuves de fond en s'imposant sur le 5 000 m des Jeux olympiques de Londres. Il remporte la course en 13 minutes 41 secondes 66 devant l'Éthiopien Dejen Gebremeskel et le Kényan Thomas Longosiwa. La course a débuté lentement (2 minutes 55 secondes aux 1000 mètres) et s'est emballée dans les derniers tours. C'est dans les 250 derniers mètres que Farah a pris l'avantage sur ses adversaires,. Il devient ainsi le 7e athlète dans l'histoire des jeux olympiques à réussir le doublé 5 000 mètres et 10 000 mètres.
Pour célébrer sa victoire, il met ses mains au-dessus de sa tête de manière à former un « M » avec ses bras. La presse britannique a dénommé ce geste le « Mobot ». Le geste est ensuite repris par son ami Usain Bolt lors de la cérémonie de remise des médailles et après sa victoire dans le 4 x 100 mètres. Lors de la cérémonie de remise des médailles, il reprend à son tour le geste de célébration d'Usain Bolt. Le maire de Londres, Boris Johnson, a lui aussi effectué le « Mobot » en conférence de presse en hommage à Mohammed Farah. Lors du meeting de Birmingham le 26 août 2012, il remporte l'épreuve du double mile en 8 minutes 27 secondes et 24 centièmes.
Le 5 octobre 2012, il est élu athlète européen de l'année pour la seconde année consécutive.

### 2013: record d'Europe du 1 500 m et doublé 5 000 / 10 000 mètres aux championnats du monde

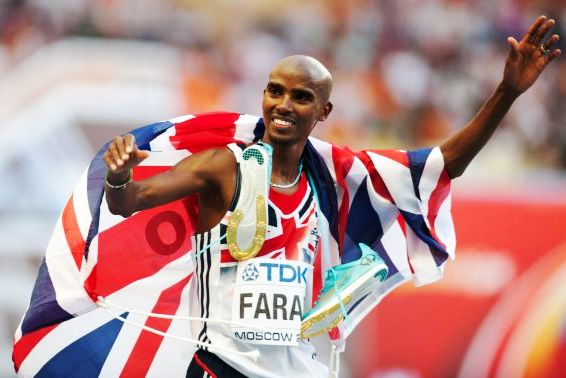
Mo Farah remporte le titre mondial du 10000 m en 2013 à Moscou.

Le 19 juillet 2013, lors du Meeting Herculis de Monaco, il se classe deuxième de l'épreuve du 1 500 mètres, derrière le Kényan Asbel Kiprop, et améliore à cette occasion de 14/100e de seconde en 3 min 28 s 81 le record d'Europe de la discipline détenu depuis 1997 par l'Espagnol Fermín Cacho, et de fait le record du Royaume-Uni détenu depuis 1985 par son compatriote Steve Cram. Il devient à cette occasion le septième athlète après Saïd Aouita, Daniel Komen, Ali Saïdi-Sief, Hicham El Guerrouj, Augustine Choge et Bernard Lagat à descendre à la fois sous la barrière des 3 min 30 s sur 1 500 m et sous celle des 13 minutes sur 5 000 m.
Le 10 août 2013, lors des championnats du monde de Moscou, Mo Farah remporte l'épreuve du 10 000 m en devançant au sprint l’Éthiopien Ibrahim Jeilan qui l'avait dominé sur cette même distance deux ans plus tôt à Daegu. Il établit son meilleur temps de l'année en 27 min 21 s 71. Lé 16 août 2013, il remporte la course du 5 000 m en 13 min 26 s 98

### 2014: première participation à un marathon
Le 13 avril 2014, Mo Farah prend part pour la première fois au Marathon de Londres. Il termine huitième en 2 heures 8 minutes 21 secondes pour cette première participation à un marathon.
Le 13 août 2014, il gagne le 10 000 m des Championnats d'Europe en 28 minutes 8 secondes 11. et, le 17, fait le doublé avec la victoire dans le 5 000 m en 14 minutes 5 secondes 82.

### 2015: nouveaux records et titre mondial
Le 21 février 2015, Mo Farah s'aligne pour le 2 miles en salle de Birmingham où il effectue un nouveau Record du monde de 8 min 03 s 40 battant celui anciennement détenu par Kenenisa Bekele, qui avait effectué la distance en 8 min 04 s 35 le 16 février 2008, lui aussi à Birmingham.
Le 22 mars 2015, le Britannique remporte le Semi-marathon de Lisbonne en 59 min 32 s, améliorant de 20 secondes le record d'Europe de la discipline détenu depuis 2001 par l'Espagnol Fabián Roncero. Il est également, après cette victoire, le premier athlète britannique à passer sous la barre de l'heure sur semi-marathon.
Lors des championnats du monde 2015, à Pékin, Mo Farah remporte son deuxième titre mondial consécutif sur 10 000 m en s'imposant dans le temps de 27 min 01 s 14, devant les Kényans Geoffrey Kipsang Kamworor et Paul Tanui, après avoir été bousculé deux fois dans la course.

### 2016: podium aux Championnats du monde de semi-marathon et doublé 5 000 / 10 000 mètres aux Jeux olympiques
Le 26 mars 2016, Mo Farah termine troisième des Championnats du monde de semi-marathon en 59 min 59 s.
Le 14 aout 2016, Mo Farah est sacré une nouvelle fois champion olympique du 10 000 mètres aux Jeux olympiques à Rio de Janeiro, en 27 min 5 s 17. Le 20 août, il remporte le 5 000 mètres aux Jeux olympiques en 13 min 3 s 30 et réitère son exploit de Londres quatre ans plus tôt en réalisant à nouveau un doublé 5 000 / 10 000 mètres. 

### 2017: Championnats du monde, Ligue de diamant et (premiers) adieux à la piste

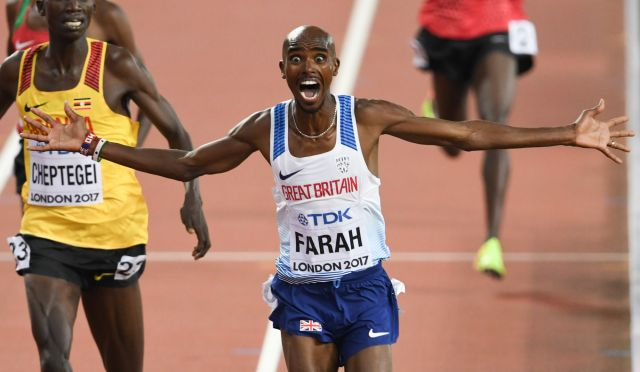
Mo Farah à l'arrivée du 10 000 m des championnats du monde2017.

Le 27 mai 2017, Mo Farah remporte le 5 000 mètres en 13 min 0 s 70 à Eugene dans le cadre de la Ligue de diamant.
Le 4 août, il remporte un 3e titre mondial consécutif sur 10 000 m lors des championnats du monde de Londres, devant son public, où il signe au passage la meilleure performance mondiale de la saison, en 26 min 49 s 51. C'est la 10e médaille d'or consécutive pour le Britannique depuis les mondiaux de Daegu en 2011.
Le 24 août, Farah participe à sa dernière compétition sur piste lors du Weltklasse à Zurich, en Suisse dans le cadre de la Ligue de diamant. Il remporte le 5 000 mètres en 13 min 6 s 05 devant l'Américain Paul Chelimo et celui qui l'a battu lors des Championnats du monde quelques jours auparavant, l'Éthiopien Muktar Edris.
Le 10 septembre, Farah remporte pour la quatrième fois de suite le Great North Run en 1 h 0 min 6 s.
Le 31 octobre, il cesse sa collaboration avec son entraîneur américain Alberto Salazar en déclarant « Je ne quitte pas Alberto Salazar à cause des suspicions de dopage ». Son nouvel entraîneur est Gary Lough, mari et entraîneur de Paula Radcliffe.

### 2018: podium au marathon de Londres et record national puis d'Europe
Le 4 mars, en préparation du marathon de Londres, Mo Farah remporte The Big Half, un semi-marathon, disputé dans les rues de Londres, en 1 h 1 min 39 s.
Le 22 avril, Mo Farah obtient une troisième place au marathon de Londres en courant en 2 h 6 min 21 s et abaisse par la même occasion le record britannique du marathon détenu jusque là par Steve Jones depuis 1985. Le 7 octobre, il remporte le marathon de Chicago en 2 h 5 min 11 s et établit au passage un nouveau record d'Europe du marathon.

### 2019: record de victoires au Great North Run
Le 10 mars 2019, Farah s'impose à nouveau sur The Big Half et réussit un nouveau record de l'épreuve en 1 h 1 min 15 s. Le 27 mai, Farah remporte le London 10,000, un 10 kilomètres disputé à Londres, en 28 min 15 s. Le 8 septembre, Farah remporte pour la sixième fois le Great North Run en 59 min 6 s.
Dans une vidéo postée sur sa chaîne YouTube le 29 novembre 2019, il annonce son retour à la compétition sur piste dans l'optique des Jeux Olympiques 2020 de Tokyo, où il espère remporter une troisième médaille d'or sur 10 000 m après 2012 et 2016.

### 2020: record du monde de la course de l'heure
Le 4 septembre 2020, Mo Farah bat le record du monde de l'heure en parcourant 21,330 km à Bruxelles, soit 45 m de mieux que la précédente marque de l'Ethiopien Haile Gebreselassie, qui tenait depuis 2007. Il s'agit du premier record du monde en plein air de la carrière du Britannique.  
Pas moins de 9 jours après son record du monde, Mo Farah remporte le Semi-marathon d'Antrim aux termes d'une course tactique, complétant la distance en 1:00:27.  

### 2021: non-qualification pour les Jeux Olympiques de Tokyo
Le 5 juin 2021, le Britannique participe à la Coupe d'Europe du 10 000 m à Birmingham dans l'objectif de se qualifier pour les Jeux Olympiques de Tokyo sur la distance, mais il ne termine qu'en huitième position en 27 min 50 s 54, avec une marge de distance du vainqueur Morhad Amdouni et des minima demandés pour Tokyo (27 min 28 s 00). Trois semaines plus tard, il dispute un nouveau 10 000 m à Manchester, une course spécialement conçue pour lui, mais il échoue une nouvelle fois à valider les minima olympiques, franchissant la ligne en 27 min 47 s 07. Malgré cet échec, son entraîneur Gary Lough assure qu'il continuera sa carrière sur piste.

### 2022:The Real Mo Farah
En juillet 2022 sort « The Real Mo Farah », un documentaire réalisé par la BBC et Red Bull Studios et consacré à la vie de l’athlète, plus particulièrement son enfance tumultueuse qu’il cachait depuis toujours. « Je ne suis pas celui que vous pensez ». Ce sont ses enfants, avec leurs questions répétées, qui l’ont poussé à enfin se révéler au monde. Il n’était jamais libre. « C’est la raison principale pour laquelle je le raconte. Je veux me sentir normal ».

## Palmarès
| Date | Compétition                        | Lieu                               | Résultat | Épreuve       | Temps                |
| ---- | ---------------------------------- | ---------------------------------- | -------- | ------------- | -------------------- |
| 2001 | Championnats d'Europe juniors      | Grosseto                           | 1er      | 5 000 m       | 14 min 09 s 91       |
| 2003 | Championnats d'Europe espoirs      | Bydgoszcz                          | 2e       | 5 000 m       | 13 min 58 s 88       |
| 2005 | Championnats d'Europe espoirs      | Erfurt                             | 2e       | 5 000 m       | 14 min 10 s 96       |
| 2006 | Championnats d'Europe de cross     | San Giorgio                        | 1er      | Individuel    | 27 min 56 s          |
| 2006 | Championnats d'Europe              | Göteborg                           | 2e       | 5 000 m       | 13 min 44 s 79       |
| 2007 | Championnats d'Europe en salle     | Birmingham                         | 5e       | 3 000 m       | 8 min 03 s 50        |
| 2007 | Championnats du monde              | Osaka                              | 6e       | 5 000 m       | 13 min 39 s 13       |
| 2007 | Finale mondiale                    | Stuttgart                          | 3e       | 3 000 m       | 7 min 49 s 89        |
| 2008 | Championnats du monde en salle     | Valence                            | 6e       | 3 000 m       | 7 min 55 s 08        |
| 2008 | Championnat d'Europe de cross      | Bruxelles                          | 2e       | Individuel    | 30 min 57            |
| 2009 | Championnats d'Europe en salle     | Turin                              | 1er      | 3 000 m       | 7 min 40 s 17        |
| 2009 | Championnats du monde              | Berlin                             | 7e       | 5 000 m       | 13 min 19 s 69       |
| 2009 | Championnats d'Europe de cross     | Dublin                             | 2e       | Individuel    | 31 min 02 s          |
| 2010 | Championnats d'Europe par équipes  | Bergen                             | 1er      | 5 000 m       | 13 min 46 s 93       |
| 2010 | Championnats d'Europe              | Barcelone                          | 1er      | 5 000 m       | 13 min 31 s 18       |
| 2010 | Championnats d'Europe              | Barcelone                          | 1er      | 10 000 m      | 28 min 24 s 99       |
| 2011 | Championnats d'Europe en salle     | Paris                              | 1er      | 3 000 m       | 7 min 53 s 00        |
| 2011 | Championnats du monde              | Daegu                              | 1er      | 5 000 m       | 13 min 23 s 36       |
| 2011 | Championnats du monde              | Daegu                              | 2e       | 10 000 m      | 27 min 14 s 07       |
| 2012 | Championnats du monde en salle     | Istanbul                           | 4e       | 3 000 m       | 7 min 41 s 79        |
| 2012 | Championnats d'Europe              | Helsinki                           | 1er      | 5 000 m       | 13 min 29 s 91       |
| 2012 | Jeux olympiques                    | Londres                            | 1er      | 5 000 m       | 13 min 41 s 66       |
| 2012 | Jeux olympiques                    | Londres                            | 1er      | 10 000 m      | 27 min 30 s 42       |
| 2013 | Championnats d'Europe par équipes  | Gateshead                          | 1er      | 5 000 m       | 14 min 10 s 00       |
| 2013 | Championnats du monde              | Moscou                             | 1er      | 5 000 m       | 13 min 26 s 99       |
| 2013 | Championnats du monde              | Moscou                             | 1er      | 10 000 m      | 27 min 21 s 71       |
| 2014 | Marathon de Londres                | Londres                            | 8e       | Marathon      | 2 h 8 min 21 s       |
| 2014 | Championnats d'Europe              | Zurich                             | 1er      | 5 000 m       | 14 min 5 s 32        |
| 2014 | Championnats d'Europe              | Zurich                             | 1er      | 10 000 m      | 28 min 8 s 11        |
| 2015 | Semi-marathon de Lisbonne          | Lisbonne                           | 1er      | Semi-marathon | 59 min 32 s (AR)     |
| 2015 | Championnats du monde              | Pékin                              | 1er      | 5 000 m       | 13 min 50 s 38       |
| 2015 | Championnats du monde              | Pékin                              | 1er      | 10 000 m      | 27 min 01 s 14       |
| 2016 | Circuit mondial en salle de l'IAAF | Circuit mondial en salle de l'IAAF | 3e       | 3 000 m       | détails              |
| 2016 | Champ. du monde de semi-marathon   | Cardiff                            | 3e       | Semi-marathon | 59 min 59 s          |
| 2016 | Jeux olympiques                    | Rio de Janeiro                     | 1er      | 5 000 m       | 13 min 3 s 30        |
| 2016 | Jeux olympiques                    | Rio de Janeiro                     | 1er      | 10 000 m      | 27 min 5 s 17        |
| 2017 | Championnats du monde              | Londres                            | 2e       | 5 000 m       | 13 min 33 s 22       |
| 2017 | Championnats du monde              | Londres                            | 1er      | 10 000 m      | 26 min 49 s 51       |
| 2017 | Ligue de diamant                   | Ligue de diamant                   | 1er      | 5 000 m       | 13 min 06 s 05       |
| 2018 | The Big Half                       | Londres                            | 1er      | Semi-marathon | 1 h 01 min 40 s      |
| 2018 | Marathon de Londres                | Londres                            | 3e       | Marathon      | 2 h 06 min 21 s (NR) |
| 2018 | Marathon de Chicago                | Chicago                            | 1er      | Marathon      | 2 h 05 min 11 s (AR) |
| 2019 | The Big Half                       | Londres                            | 1er      | Semi-marathon | 1 h 01 min 15 s      |

## Records
| Surface            | Épreuve       | Temps               | Date             | Lieu          |
| ------------------ | ------------- | ------------------- | ---------------- | ------------- |
| Piste en extérieur | 800 m         | 1 min 48 s 69       | 3 août 2003      | Eton          |
| Piste en extérieur | 1 500 m       | 3 min 28 s 81       | 19 juillet 2013  | Monaco        |
| Piste en extérieur | Mile          | 3 min 56 s 49       | 6 août 2005      | Londres       |
| Piste en extérieur | 2 000 m       | 5 min 6 s 34        | 9 mars 2006      | Melbourne     |
| Piste en extérieur | 3 000 m       | 7 min 32 s 62 (RN)  | 5 juin 2016      | Birmingham    |
| Piste en extérieur | 2 miles       | 8 min 20 s 47       | 3 août 2007      | Londres       |
| Piste en extérieur | 5 000 m       | 12 min 53 s 11      | 22 juillet 2011  | Monaco        |
| Piste en extérieur | 10 000 m      | 26 min 46 s 57 (RE) | 3 juin 2011      | Eugene        |
| Piste en extérieur | 1 heure       | 21 330 m (RM)       | 4 septembre 2020 | Bruxelles     |
| Piste en salle     | 1 500 m       | 3 min 39 s 03       | 28 janvier 2012  | Glasgow       |
| Piste en salle     | Mile          | 3 min 57 s 92       | 4 février 2012   | Boston        |
| Piste en salle     | 3 000 m       | 7 min 34 s 47       | 21 février 2009  | Birmingham    |
| Piste en salle     | 2 miles       | 8 min 03 s 40       | 21 février 2015  | Birmingham    |
| Piste en salle     | 5 000 m       | 13 min 09 s 16      | 18 février 2017  | Birmingham    |
| Route              | 5 km          | 13 min 30 s         | 26 décembre 2006 | Stranorlar    |
| Route              | 10 km         | 27 min 44 s         | 31 mai 2010      | Londres       |
| Route              | 15 km         | 43 min 13 s         | 25 octobre 2009  | Portsmouth    |
| Route              | 10 miles      | 46 min 25 s         | 25 octobre 2009  | Portsmouth    |
| Route              | Semi-marathon | 59 min 07 s         | 8 septembre 2019 | South Shields |
| Route              | Marathon      | 2 h 5 min 11 s (RE) | 7 octobre 2018   | Chicago       |

### Documentaire
- (en) DVD, Mo Farah: No Easy Mile, Universal Pictures, 2016.